# Ecuador Sono Films
Ecuador Sono Films, empresa cinematográfica ecuatoriana, con sede en la ciudad de Guayaquil, fundada en 1930 y desaparecida en 1950. Incorporó tempranamente el sonido en sus largometrajes, cuya temática giró en torno al realismo social. Interrumpió su actividad durante la 2.ª Guerra Mundial debido a la ausencia de rollos de revelado y, ante problemas económicos y la gigantesca industria ecuatoriana, finalmente quebró.

## Películas
- Guayaquil de mis amores (1930)
- Incendio (1931)
- La divina canción (1932)
- El pasillo vale un millón (1939)
- Se conocieron en Guayaquil (1949)
- Pasión Andina (1950)

## Actores
- Evelina Orellana
- Charny Dager
- Enrique Ibañez
- Jorge Fegan
- Oscar Guerra
- Francisco Villar
- Elsie Vidal

- Datos: Q5817463